# Abbazia Minore di San Zeno
L’Abbazia Minore di San Zeno, nota anche come chiesa di San Zeno Vescovo o come Oratorio di San Zeno Vescovo è una chiesa sussidiaria della Parrocchia di San Zeno in Cellore, frazione del Comune di Illasi, in provincia e diocesi di Verona; fa parte del vicariato dell'Est Veronese, precisamente dell'Unità Pastorale Illasi-Tregnago-Vestene.

## Storia
Quando sia sorta la prima chiesa di Cellore non si può stabilire, sebbene alcuni studiosi ipotizzino la sua nascita nel IX secolo oppure nel VII secolo. Quest’ultima idea è legata alla scoperta di una necropoli longobarda databile alla prima metà del VII secolo, vista come un cimitero nei pressi di un edificio sacro, di cui non si sa a chi fosse dedicato e che forma avesse.
Nel 1037 la zona, di cui era proprietaria la contessa Beatrice di Lotaringia, madre di Matilde di Canossa, passò per donazione ai Benedettini dell’Abbazia di San Zeno in Verona.

Il possesso del monastero veronese fu confermato sia dall’imperatore Federico Barbarossa nel 1163 e dal Papa Urbano III nel 1187.

A questo periodo risale l’attestazione del titolo della chiesa, dedicata a San Zeno e la denominazione come Abbazia Minore, per distinguerla dalla Maggiore in Verona.
Nel XII secolo viene costruito un edificio secondo gli stilemi del romanico veronese, con un monastero nelle vicinanze.

Dalle fonti risulta che l’edificio fosse più grande rispetto ad oggi e con la facciata rivolta verso occidente.

Nella chiesa le fonti parlano di quattro altari: l’altare maggiore dedicato a San Zeno e i tre laterali dedicati alla Vergine Maria, al Crocifisso e ai Santi Rocco e Antonio.
Nell’Abbazia era presente anche il Gruppo del Calvario’’, oggi nella chiesa parrocchiale), mentre qui è stata collocata la copia dello Svenimento della Vergine, il cui originale è oggi al Museo di Castelvecchio.
Dal XVI secolo la chiesa ebbe un rettore. Il primo di cui conosciamo il nome è don Bartolomio Belomi, che iniziò il suo ministero a Cellore nel 1596.
Tra il 1600 e il 1609 Giacomo Gamba, muratore di Illasi, rifece la copertura e riconfigurò i locali che servivano da abitazione all’allora rettore don Giulio Marini.
Tra il Seicento e il Settecento la chiesa fu ampliata verso oriente, portando alla demolizione dell’abside.
La soppressione del monastero di Cellore nel 1773 per decreto della Repubblica di Venezia portò il Vescovo di Verona Giovanni Andrea Avogadro ad aggregare la chiesa alla Parrocchia di San Giorgio di Cazzano.
Nel 1842 gli abitanti del luogo si impegnarono nel pagamento di una quota per restaurare la chiesa, che nel 1850, per decisione del Vescovo Giovanni Pietro Aurelio Mutti divenne la sede della nuova parrocchia di Cellore.
Nella seconda metà dell’Ottocento, con la costruzione della nuova chiesa parrocchiale, per far posto ad essa, l’edificio fu alterato. L’orientamento fu invertito, portando alla demolizione dell’abside e all’apertura di un nuovo portale sul lato orientale.
Nel 2008 vi fu un intervento di restauro, che riguardò anche gli affreschi presenti nella chiesa, con progetto curato dall’architetto Libero Cecchini.

## Descrizione

### Esterno

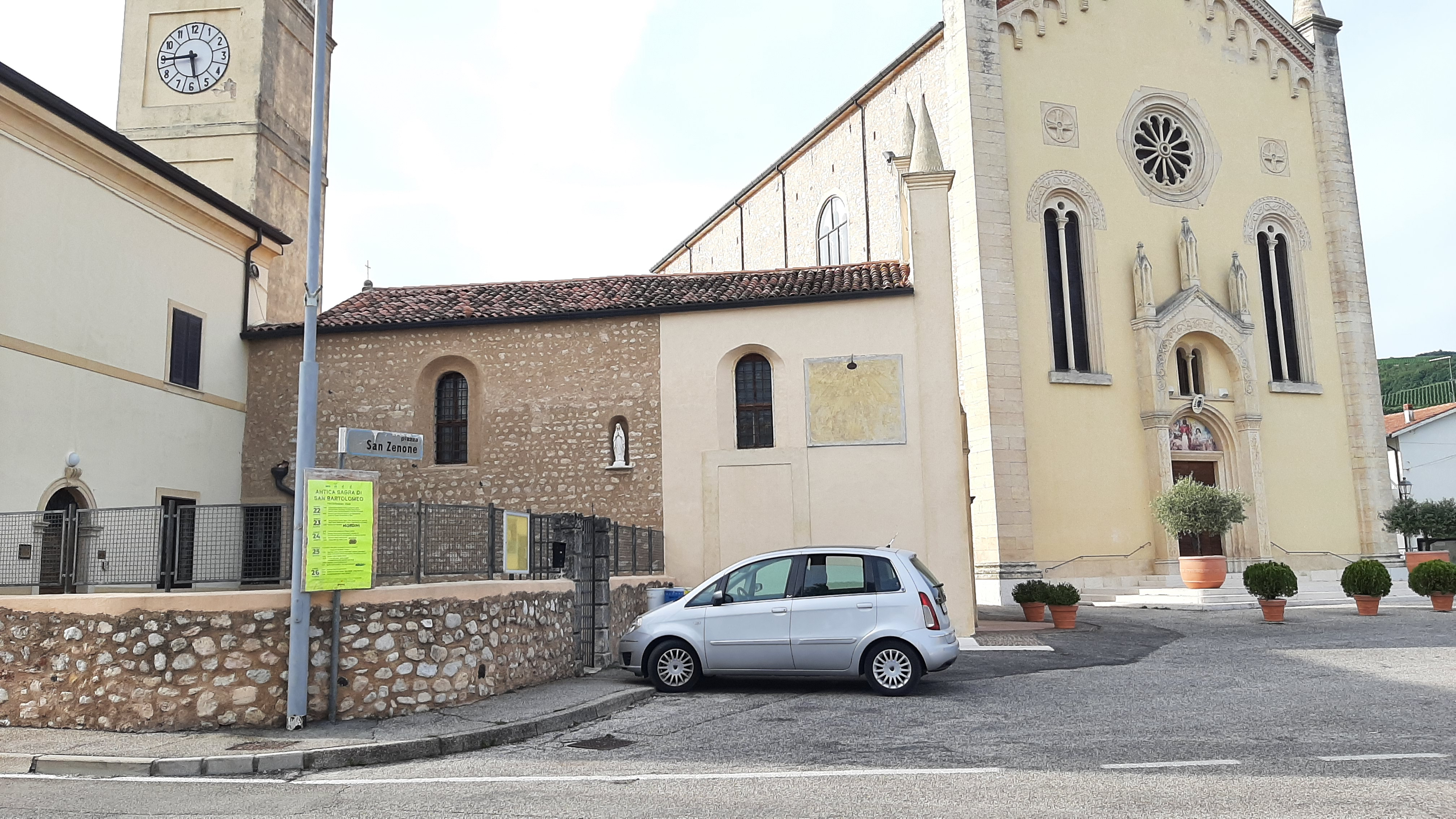
Il fianco meridionale dell'Abbazia.

La facciata a capanna in stile neoromanico, rivolta verso est, è intonacata.
Il portale d’ingresso, emergente rispetto alla facciata, è inserito in una struttura che ricorda in scala ridotta la facciata, visti i tre pinnacoli conici con Croci in ferro ai vertici sommitale e laterali.
Ai lati del portale vi sono due monofore murate, mentre in asse con esso vi è un oculo, anch’esso murato.
Interessante il lato meridionale dell’edificio, dove vi è un tratto di parete che mostra la tessitura muraria e la cornice in tufo di una porta oggi murata.

Sempre su questo lato vi è anche una meridiana.

### Interno
La chiesa si presenta internamente come un’unica aula rettangolare, con cappella laterale con abside semicircolare sul lato destro.
La copertura è a capriate lignee a vista, mentre il pavimento è in lastre rettangolari di marmo nembro rosato della Lessinia.
Due monofore sul lato sinistro introducono la luce naturale all’interno della chiesa assieme all’oculo posto in alto sulla parete occidentale.
Nella controfacciata, a sinistra, vi è un affresco quattrocentesco con la Vergine in trono con Bambino.

Allo stesso periodo risalgono gli affreschi sul lato sinistro raffiguranti San Zeno che pesca e la Madonna del Latte.
Sul lato destro la cappella laterale, dedicata alla Vergine Maria, con arco modanato e scolpito, è decorata dagli affreschi del pittore veronese Francesco Morone, risalenti al 1517, dunque di poco successivi alle portelle dell'organo della chiesa di Santa Maria in Organo e che si rapportano agli affreschi staccati dalla chiesa dei Santi Nazaro e Celso in Verona.

Nel catino absidale dipinse il Padre Eterno e l'Annunciazione e sui due lati gli Evangelisti.
Nel 2008, in occasione dell’intervento di restauro, furono posti un altare mobile in legno, derivato dal parziale recupero del pulpito della parrocchiale, e un tabernacolo, nonché collocato nella nicchia sotto all’oculo occidentale il Cristo moro, Crocifisso del XVI secolo.
Nei pressi del presbiterio, sul lato destro, un’apertura conduce alla sacrestia.